# NN-68
La carretera NN‑68 es una vía colectora secundaria del departamento de Jinotega, que comunica zonas rurales del norte del municipio de Yalí con su cabecera. Esta vía se utiliza principalmente para el transporte agrícola de café y granos básicos.

## Trazado y cruces
| km   | Localidad / Punto   | Departamento | Conexión / Ruta |
| ---- | ------------------- | ------------ | --------------- |
| 0,0  | Comunidad El Pavón  | Jinotega     | Inicio          |
| 9,3  | Comunidad Las Lajas | Jinotega     | Camino rural    |
| 17,4 | Yalí                | Jinotega     | Fin de ruta     |

## Coordenadas
Uno de los tramos de la NN‑68 puede ser encontrado en las coordenadas: 13°25′33″N 85°44′50″O / 13.4258, -85.7472